# Японские военнопленные в Советском Союзе
Японские военнопленные в СССР находились в 1945—1956 годах. В ходе советско-японской войны Красной армией на территории Маньчжурии, Южном Сахалине, Кореи и Курильских островов были разгромлены вооружённые силы примерно в 1 миллион человек (в это число вошли также неяпонские военнослужащие). Согласно Постановлению Государственного комитета обороны СССР от 23 августа 1945 года около 500 тысяч японских военнопленных были вывезены в Советский Союз, где они трудились в том числе в лагерях. В 1947—1949 годах большинство военнопленных были репатриированы в Японию. В СССР остались военнопленные, осуждённые за военные преступления. Репатриация продолжалась до 1956 года.
Большинство японских историков считают, что интернирование японских военнослужащих на территории СССР противоречит девятому пункту Потсдамской декларации от 26 июля 1945 года, к которой СССР присоединился 8 августа 1945 года, гласившему, что японским военнослужащим после их разоружения будет разрешено вернуться к мирной жизни.

## Численность и национальный состав японских военнопленных
В результате советско-японской войны была разгромлена миллионная японская армия (в этот миллион вошли также 250 тысяч военнослужащих Маньчжоу-Го и части князя Дэвана) и в советском плену оказалось 639 635 японских военнопленных, не все из которых были японцами.

## Труд и быт японских военнопленных
Постановление Государственного комитета обороны СССР от 23 августа 1945 года предусматривало отправку 500 тысяч японских военнопленных в Советский Союз: в Приморский и Алтайский края, Читинскую и Иркутскую области, Бурят-Монгольскую АССР, Узбекскую ССР и на строительство БАМ.
В СССР японские военнопленные трудились на лесозаготовках, на строительстве жилых и промышленных зданий, на строительстве автодорог. Так, в Хабаровске японцами построена Высшая партийная школа (ныне Дальневосточная академия государственной службы), стадион «Динамо», большое количество жилых двухэтажных кирпичных зданий в рабочих районах города.
В лагерях японских военнопленных поддерживалась строгая дисциплина силами японских офицеров, на работу колонны пленных ходили самостоятельно или в сопровождении одного-двух советских солдат.
По воспоминаниям старожилов, гражданское население доброжелательно относилось к пленным, зимой японцы грелись в частных домах, хозяйки поили их горячим чаем, зачастую делились небогатой послевоенной едой. Японцы охотно рассказывали о своей родине, учили русских детей японскому языку.
Некоторые национальные обычаи воспринимались неодобрительно, поначалу японцы в летнее время имели обыкновение принимать водные процедуры возле уличных источников водоснабжения в обнажённом виде.

## Репатриация
| год   | количество | примечания                       |
| ----- | ---------- | -------------------------------- |
| 1946  | 18 616     |                                  |
| 1947  | 166 240    |                                  |
| 1948  | 175 000    |                                  |
| 1949  | 97 000     | 971 переведено в Китай           |
| 1950  | 1585       | остальные 2988 остались в СССР   |
| Итого | 464 400    | включая, 2988 в СССР и 971 в КНР |

В число репатриируемых военнопленных не входили осуждённые. Согласно приказу Министра внутренних дел СССР от 12 апреля 1948 года № 00374 «О репатриации военнопленных японцев в 1948 г.»:

Репатриации подлежат генералы, офицеры, унтер-офицеры и рядовые, за исключением:
а) работников разведывательных, контрразведывательных и карательных органов Японии (работники военных миссий, органов полиции, жандармерии, тюрем, лагерей, особых отделов, «исследовательских бюро» или «институтов», работники радиоразведки и штабов, все работники 2 отделов Генштаба и штабов Квантунской армии);
б) командно-преподавательского состава и курсантов шпионско-диверсионных школ, участников диверсионных и повстанческих отрядов, шпионско-диверсионно-террористической агентуры;
в) руководящего состава и специалистов «противоэпидемического отряда № 731» и его филиалов;
г) военных преступников из числа генеральского и офицерского состава, изобличённых материалами следствия в подготовке военного нападения на СССР, а также организаторов военных конфликтов на озере Хасан, Халхин-Гол и др.;
д) руководящего состава фашистского общества «Кио-Ва-Кай»;
е) руководителей и активных участников реакционных организаций и групп, ставящих перед собой задачу совершения враждебных действий в лагерях МВД и по возвращении на родину вести борьбу против демократических организаций;
ж) руководителей правительственных учреждений и органов Маньчжоу-Го и членов императорского японского двора;
з) всех военнопленных, осуждённых за преступления, совершённые в плену, до истечения срока наказания;
и) нетранспортабельных больных до выздоровления.

Массовая репатриация пленных японцев началась в октябре 1946 года. Проводилась она в два этапа. Первый пришёлся на осень 1946 года и весну 1947 года.
4 октября 1946 года Совет министров СССР издал постановление № 2235-921с о репатриации японских военнопленных и гражданских лиц. 11 октября министр внутренних дел СССР подписал приказ № 00916, в котором говорилось:

Обеспечить репатриацию японских военнопленных из лагерей МВД в 1946 г. не менее 25 000 чел.

Постановлением Совета министров от 13 декабря 1946 года № 2690-1109с число репатриантов было увеличено за счёт военнопленных, подлежавших репатриации с территории Северной Кореи и Ляодунского полуострова.
8 марта 1947 года Совет министров принял постановление № 481-186с, и 19 марта министр внутренних дел подписал приказ № 00314, по которому отправке в Японию подлежали с апреля по ноябрь 160 тыс. военнопленных. Кроме них по постановлению Совета министров № 3014 от 28 августа 1947 года и по приказу МВД № 001004 от 30 сентября были репатриированы 12,5 тыс. пленных офицеров в звании не выше капитана и гражданских чиновников.
Второй этап репатриации продолжался с весны 1948 года до весны 1950 года. В соответствии с постановлением Совета министров СССР № 1098-392с от 5 апреля 1948 года и с приказом МВД СССР № 00374 от 12 апреля освобождению с мая по ноябрь подлежали 175 тыс. японцев, в том числе

из лагерей МВД и спецгоспиталей — 129 138 чел., и из батальонов МВС — 45 862 чел.

В сентябре 1948 года были освобождены все корейцы (около 2,5 тыс. чел.), ранее служившие в Квантунской армии. В декабре 1948 года были отправлены на родину 14 генералов, по состоянию здоровья и возрасту негодные к дальнейшей воинской службе.
Последняя большая группа пленных была репатриирована по постановлению Совета Министров СССР от 10 июня 1949 года № 2326-905с. Согласно приказу министра внутренних дел от 15 июня 1949 года № 00585 репатриации подлежали 91 449 японцев, из которых 74 019 находились в лагерях МВД и 17 430 — в рабочих батальонах МВС. На родину также были отправлены 2475 гражданских лиц.
Постановлением Совета министров от 28 декабря 1949 года № 5867-2192сс и приказом министра внутренних дел от 31 декабря № 001139 репатриированы ещё 1664 японца, с которых были сняты обвинения в преступлениях. Кроме них репатриации подлежали 4012 чел., по разным причинам не отправленные на родину в предыдущем году.
Постановлением Совета министров от 17 марта 1950 года № 1109-397сс и приказом МВД СССР от 22 марта 1950 года № 00202 было предписано освободить в марте-апреле 1950 года 3109 японских военнопленных и интернированных. В их число входили 80 генералов, 527 интернированных бывших сотрудников жандармерии, полиции, различных чинов японской администрации в Маньчжурии, а также членов японских фашистских организаций, задержанных в связи с расследованием их преступной деятельности, на которых не было достаточных материалов для привлечения их к судебной ответственности, 819 военнопленных и 198 интернированных, осуждённых за нарушения лагерного режима, хищения, кражи, бытовые преступления, а также за малозначительные военные преступления.
22 апреля 1950 года газета Правда опубликовала сообщение ТАСС о завершении репатриации японских военнопленных. На 29 ноября 1953 года в СССР оставались осуждённые за уголовные преступления военнопленные (1047 чел.). В 1953—1956 годах репатриация продолжалась, но медленно: возвращались те, кто отбыл срок наказания. После вступления в силу Совместной декларации СССР и Японии от 19 октября 1956 года, 13 декабря был издан указ Президиума Верховного совета СССР об амнистии осуждённых в Советском Союзе японских граждан. По этому указу 23 декабря на родину была отправлена последняя группа японских пленных — 1025 человек.
Не все японские военнопленные вернулись на родину, многие умерли от болезней в России. Так, в 1945—1946 годах во фронтовых лагерях до передачи в ГУПВИ НКВД СССР скончались от ран и болезней 15 986 военнопленных.
В Государственном архиве РФ был обнаружен документ МВД СССР особой важности — «Справка о количестве военнопленных бывшей японской армии, взятых в плен советскими войсками в 1945 году», направленная 18 октября 1956 года, накануне подписания Советско-японской совместной декларации о восстановлении дипломатических и консульских отношений по запросу советского внешнеполитического ведомства, в адрес Н. С. Хрущёва, Н. А. Булганина и А. И. Микояна. В ней впервые были представлены отличные от общепринятых ранее данные по японским военнопленным.
В этой справке впервые была зафиксирована ранее не фигурировавшая нигде цифра взятых в плен военнослужащих бывшей японской армии — 639 776 человек (в том числе 609 448 японцев, 15 934 китайцев, 10 206 корейцев, 3 633 монголов, 486 маньчжурцев, 58 русских, 11 малайцев). При этом в числе 609 448 военнопленных японцев числилось 163 генерала, 26 573 офицера, 582 712 унтер-офицеров и рядовых. Однако в этой же публикации путём сопоставления цифр пленённых, репатриированных, умерших и оставшихся в СССР выведена общая цифра попавших в советский плен 640 105 японских военнослужащих.
Справкой вносились коррективы и в данные об освобождённых из плена и репатриированных японцах за период с 1945 года по 1956 год и впервые называлась цифра 546 752 японца, в том числе 112 генералов и 25 728 офицеров. Кроме того, указывалось, что за это же время в Японию было репатриировано 6 241 человек интернированных и арестованных японцев.
Особого внимания заслуживает впервые приведённая здесь цифра умерших в плену японцев — 61 855 человек, в том числе 31 генерал и 607 офицеров. Ранее о количестве японцев, умерших в плену, публикаций не было. Более того, в справке специально оговаривалось, что на военнопленных японцев, репатриированных непосредственно на фронтах, до завоза на территорию СССР, а также на умерших на фронтовых сборных пунктах, МВД СССР персональными списками не располагает. Но и такие данные опубликованы в «Военно-историческом журнале» № 3 за 1991 год: 65 245 человек (из которых передано местным властям 40 239 человек и отпущено по домам 25 006 человек).
Из числе умерших военнопленных известно, что 1046 человек — это погибшие при побегах, несчастных случаях и покончившие жизнь самоубийством.

## Последующие события
В результате поисковых экспедиций, проведённых общественными организациями Японии в 1980—1990-х годах, все останки военнопленных, похороненных в Читинской области, были вывезены на родину. В память о них на братской могиле японских интервентов, находящейся на Старом читинском кладбище, в 1989 году был установлен памятник «Мир и согласие на вечные времена» и разбит парк.
На Центральном кладбище Хабаровска находится японский сектор захоронений, в Краснофлотском районе Хабаровска в 1995 году разбит Мемориальный парк мира (памяти жертв Второй мировой войны), в других районах Дальнего Востока на месте бывших японских кладбищ установлены памятные знаки. Захоронения японских солдат регулярно посещаются официальными делегациями и родственниками умерших.
На Петропавловском кладбище города Елабуга в Республике Татарстан имеется сектор захоронений японских военнопленных Второй мировой войны с обелиском, установленным правительством Японии в 2000 году.